# ۱۷ نوامبر
۱۷ نوامبر در تقویم گرگوری، سیصد و بیست و یکمین (در سال‌های کبیسه سیصد و بیست و دومین) روز سال است. ۴۴ روز تا پایان سال باقی است.

## رویدادها
- ۱۹۶۴ - تهران - بودوئن پادشاه بلژیک همراه ملکه فا بیولا برای دیدار رسمی وارد تهران می‌شود.
- ۱۹۹۷ - مرگ ۶۰ تن در انفجاری در جنوب مصر.[۲]
- ۱۳۵۹ - آزادی سوسنگرد پس از یک سال محاصره

## مناسبت‌ها
- روز جهانی دانش آموز[۳]
- روز جهانی بیماری‌های مزمن انسداد ریوی

## زادگان
- ۱۹۱۸ - احمد شرباصی، فقیه، عالِم الازهری و زبان‌شناس مصری.
- ۱۹۴۲ - مارتین اسکورسیزی، کارگردان و فیلم‌نامه‌نویس، تهیه‌کننده، هنرپیشه و تاریخدان ایتالیایی
- ۱۹۴۸ - احمد مساعد، بازیگر کویتی.[۴]

## درگذشتگان
- ۱۸۹۸ – آلبرت اندرسون، سیاستمدار اهل ایالات متحده آمریکا (ز. ۱۸۳۷)
- ۱۸۹۹ - امین فکری، حقوق‌دان، قاضی و نویسنده مصری.
- ۱۹۶۷ - امجد زهاوی، فقیه و قاضی شرعی عراقی.
- ۲۰۰۶ - فرانس پوشکاش، اسطوره فوتبال مجارستان و رئال مادرید